# マツダ・フレア
フレア（FLAIR）は、マツダが販売する軽トールワゴンである。

## 概要
マツダは1994年10月にスズキからワゴンRのOEM供給を受け、軽トールワゴンのAZ-ワゴンを発売。以降、3度のフルモデルチェンジを行いながら18年にわたって販売されてきた。
そして、OEM元のワゴンRが2012年9月に4度目のフルモデルチェンジが行われたことを受け、本車種も約1か月半遅れでフルモデルチェンジを行った際、車種名を「フレア」に改名した。これにより、同年6月に発売したフレアワゴン（スペーシアのOEM）と2014年1月に発売されたフレアクロスオーバー（ハスラーのOEM）でシリーズ展開されている。
なお、ワゴンRの5代目・前期型モデルに装着されている「IDLING STOP」エンブレム、5代目・後期型モデルに装着されている「エネチャージ」エンブレムや「S-エネチャージ」エンブレム、6代目モデルに装着されているマイルドハイブリッドエンブレムはフレアでは装着されない（但し、マイルドハイブリッドエンブレムは2017年12月の仕様変更時より装着されている。）。

## 初代 MJ34S/44S型（2012年 - 2017年）

### 機構・メカニズム
エンジンやトランスミッションは5代目ワゴンRと同じで、エンジンは「XG」・「XS」・「カスタムスタイルXS」には吸排気VVTを搭載した自然吸気（NA）のR06A型を、「カスタムスタイルXT」には同じR06A型のインタークーラーターボエンジンをそれぞれ搭載。マツダの軽自動車では初のR06A型エンジン搭載車となった。
トランスミッションは販売開始当初、日産自動車とジヤトコが共同開発した副変速機構付CVTのみの設定となっていたが、5代目ワゴンRでの追加設定に合わせ、フレアにも2012年（平成24年）12月26日に5MT車が追加設定された。AZ-ワゴンに設定されていた4AT車は廃止となった。
また、AZ-ワゴンでは非設定となっていたアイドリングストップシステムも全車標準装備された。CVT車と5MT車でシステム制御が異なり、CVT車はブレーキペダルを踏んで速度が13 km/h以下になると自動でエンジンが停止する。5MT車はギヤポジションをニュートラルに戻してクラッチペダルを離し、ブレーキを踏んで停車することで自動でエンジンが停止する（道路の勾配によって異なり、急勾配ではエンジンが停止しない）。
クラッチペダルを踏み込んだまま車両が停止した場合は、クラッチペダルを離すとエンジンが停止する。
ブレーキを緩めるとエンジンが再始動するCVT車に対し、MT車はブレーキを緩めても再始動せず、再度クラッチペダルを踏み込むことでエンジンが再始動する。アイドリングストップシステムの稼働中であれば、エンスト時でもギヤポジションをニュートラルに戻し、クラッチを踏むことで簡単に再始動できる。両者ともスイッチ操作でアイドリングストップシステムをOFFにした場合、イグニッションスイッチをOFFにするまでエンジンは停止しない。
アイドリングストップ中、エアコンは送風運転に切り替わるが、空調ユニット内に搭載されている蓄冷材「エコクール」により涼しい風を送ることができ、室温の上昇によるエンジン再始動を抑える効果もある。
さらに、CVT車には減速時にオルタネーターで発電した電力をアイドリングストップ車専用鉛バッテリーと高効率リチウムイオンバッテリーに充電し、蓄えた電力をメーターやオーディオなどの電装品に供給することで、発電のために使用するガソリンの消費量を最小限に抑える「エネチャージ」も搭載。
これらにより、優れた低燃費を実現し、CVT車と2WD・5MT車は「平成27年度燃費基準+20%」を達成した。
後期型では、新グレードの「HS」・「カスタムスタイルHS」にモーター機能付発電機（ISG）を搭載し、減速時のエネルギーを利用してISGで発電して2種類のバッテリーに蓄え、燃料を多く必要とする加速時にモーターアシストを行うことでエンジン負担を軽減して燃費を向上させると同時に、アイドリングストップからのエンジン再始動時にISGで行うことで静粛性や快適性を高めた「S-エネチャージ」を新たに搭載。2015年9月の一部改良ではターボ車の「カスタムスタイルHT」にも「S-エネチャージ」を搭載した。

### 年表
- 2012年（平成24年）
  - 10月25日 - AZ-ワゴンに替わって発表・販売開始[3][4]。ラインナップはAZ-ワゴン同様、ノーマルタイプの「フレア」とエアログレードの「フレア カスタムスタイル」の2本立てとなっており、グレード体系も従来のAZ-ワゴンを引き継ぎ「XG」・「XS（「XSスペシャル」から改名）」・「カスタムスタイルXS」・「カスタムスタイルXT」の4グレードとなる。また、エンブレム類の変更に加えて専用のフロントデザインが与えられている（「フレア」はAZ-ワゴンと似たデザインのメッキフロントグリルとメッシュタイプの五角形ロアグリルを、「フレア カスタムスタイル」はピアノブラック調+メッキ（LEDイルミネーション非装備）の専用フロントグリルとメッシュ仕様の専用ロアグリルを、それぞれ採用している）。また、装備内容に一部違いがあり、「XG」はワゴンR「FX」ではメーカーオプションとなっているAM/FM/CDプレーヤーが標準装備となり、「カスタムスタイルXT」はAM/FM/CDプレーヤーのオプション設定がない（ワゴンR「スティングレーT」はオプション設定がある）。また、ボディカラーにおいてもワゴンR「FX」専用色の「イノセントピンクパールメタリック」が設定されない他、オプションカラーの「パールホワイト」は「XG」に設定されない（ワゴンRでは全グレードに設定）。また、3代目プレマシー以降に発売した最近のマツダ車全般に言える特徴だが、リアの「MAZDA」のロゴエンブレムはフレアには装着されず、車名ロゴエンブレムが左側に配置される（AZ-ワゴンでは「MAZDA」のロゴエンブレムが装着されており、車名ロゴエンブレムは右側に配置されていた）。
  - 12月26日 - 最廉価グレード「XG」に5MT車を追加[5][6]。同グレードのCVT車からエネチャージ、ヒルホールドコントロール、エコドライブアシスト照明、タコメーター、センターロアポケット、リアヒーターダクト（4WD車のみ）が非装備となる替わりに、インパネセンターポケットとエンジンリスタート機能を装備した。
- 2013年（平成25年）7月18日 - 一部改良[7]。エンジンのタイミングチェーンの細幅化やVVT制御の最適化を行ったほか、CVT車はCVT制御も最適化するとともに、CVTディファレンシャルケースを軽量化、さらに、NAエンジンの2WD・CVT車はエンジンアンダーカバーの追加も行ったことで全車燃費を向上し、特に、NAエンジンの2WD・CVT車はJC08モード燃費を30.0 km/Lに向上した。また、「XS」と「カスタムスタイルXS」には、レーダーブレーキサポート、誤発進抑制機能、エマージェンシーストップシグナル、DSC（横滑り防止機構）、TCSをセットオプションとして設定した（ワゴンRの場合、DSCとTCSはESP[補足 3]に置き換わるほか、セットオプションはターボ車「スティングレーT」でも設定でき、「FX」のCVT車も他の装備とのセットオプションとして設定されていた）。その他、一部グレードに装備していたLEDサイドターンランプ付ドアミラーを「カスタムスタイルXS」にも拡大適応した。ボディカラーはフレアの「XS」は「ミステリアスバイオレットパール（オプションカラー）」をカスタムスタイル専用色に移行する代わりに、新たな専用色として「アーバンブラウンパールメタリック」を追加（ワゴンRの場合、「ミステリアスバイオレットパール」は「FX」にも拡大設定され全グレードで設定できるカラーとなっており、「アーバンブラウンパールメタリック」は「FX」でも設定できる）。カスタムスタイルは「シルキーシルバーメタリック」をフレア専用色に移行する代わりに、新たな専用色として「スチールシルバーメタリック（オプションカラー）」を追加した。
- 2014年（平成26年）
  - 5月 - 仕様変更。ボディカラーの「ルナグレーパールメタリック（「XS」及びカスタムスタイル専用色[補足 4]）」を廃止。
  - 8月28日 - マイナーチェンジ[8]。従来の「XS」・「カスタムスタイルXS」に替わり、ISGと改良型リチウムイオンバッテリーを組み合わせた「S-エネチャージ」を搭載した「HS（ワゴンR「FZ」相当）」・「カスタムスタイルHS（同「スティンググレーX」相当）」を追加（「HS」と「カスタムスタイルHS」は車両型式がMJ44S型となり、ワゴンRの「S-エネチャージ」搭載車同様、排ガス記号がハイブリッドカーを示すDAAとなる）。「HS」とカスタムスタイルはフロントグリルがフレアオリジナルのデザインからワゴンRと共通のものとなり、「HS」はワゴンR「FZ」同様に大型化したメッキグリルにブルーのLEDイルミネーションを組み合わせ、ヘッドランプとリアコンビランプにブルー加飾を施した。カスタムスタイルはスティングレーと同じLEDイルミネーション付スケルトンタイプとなり、「カスタムスタイルXT」にはLEDイルミネーションを採用し、クルーズコントロールシステムを標準装備した。その他、レーダーブレーキサポートが「HS」とカスタムスタイルに標準装備、「XG」のCVT車にもメーカーオプションとして設定されたほか、運転席シートヒーターを全車標準装備、助手席シートヒーターも4WD・CVT車に標準装備した。ボディカラーは「HS」とカスタムスタイルで変更を行い、「パールホワイト（オプション）」を廃止する替わりに、ワゴンR同様、新色の「クリスタルホワイトパール（オプションカラー）」を追加した（ワゴンRの場合、「パールホワイト」は「FX」専用色として2015年8月まで継続設定）。ノーマルタイプはマイナーチェンジされず継続販売。
- 2015年（平成27年）9月3日 - 一部改良[9]。ターボ車の「カスタムスタイルXT」に「S-エネチャージ」を搭載し、グレード名を「カスタムスタイルHT」に改名。また、「XG」の5MT車を除くNA車全車はエンジンの圧縮比を11.5に高めるなどの改良を行い燃費を向上。カスタムスタイルはフロントフォグランプをLED化した。ボディカラーのラインナップを一部変更し、「フィズブルーパールメタリック」を「XG」専用色に移行（ワゴンR「FZ」では継続設定、のちの6代目で「XG」に相当するグレード専用色となった。）し、カスタムスタイル専用色の「ミステリアスバイオレットパール」を廃止した（なお、同年8月のワゴンRの改良時に追加された「ムーンライトバイオレットパールメタリック」はフレアの初代モデルでは設定されなかった）。
- 2017年 (平成29年) 2月[10] - 生産終了。在庫対応分のみの販売となる。
- 2017年 (平成29年) 3月 - 2代目と入れ替わる形で販売終了。

### リコール
2017年（平成29年）6月、フロント車輪速センサーに水が侵入してショートすることで誤信号を発し、ABS、横滑り防止装置、衝突被害軽減ブレーキが作動しない恐れがあるとして、保証期間を延長して無償交換で対応することを発表した。

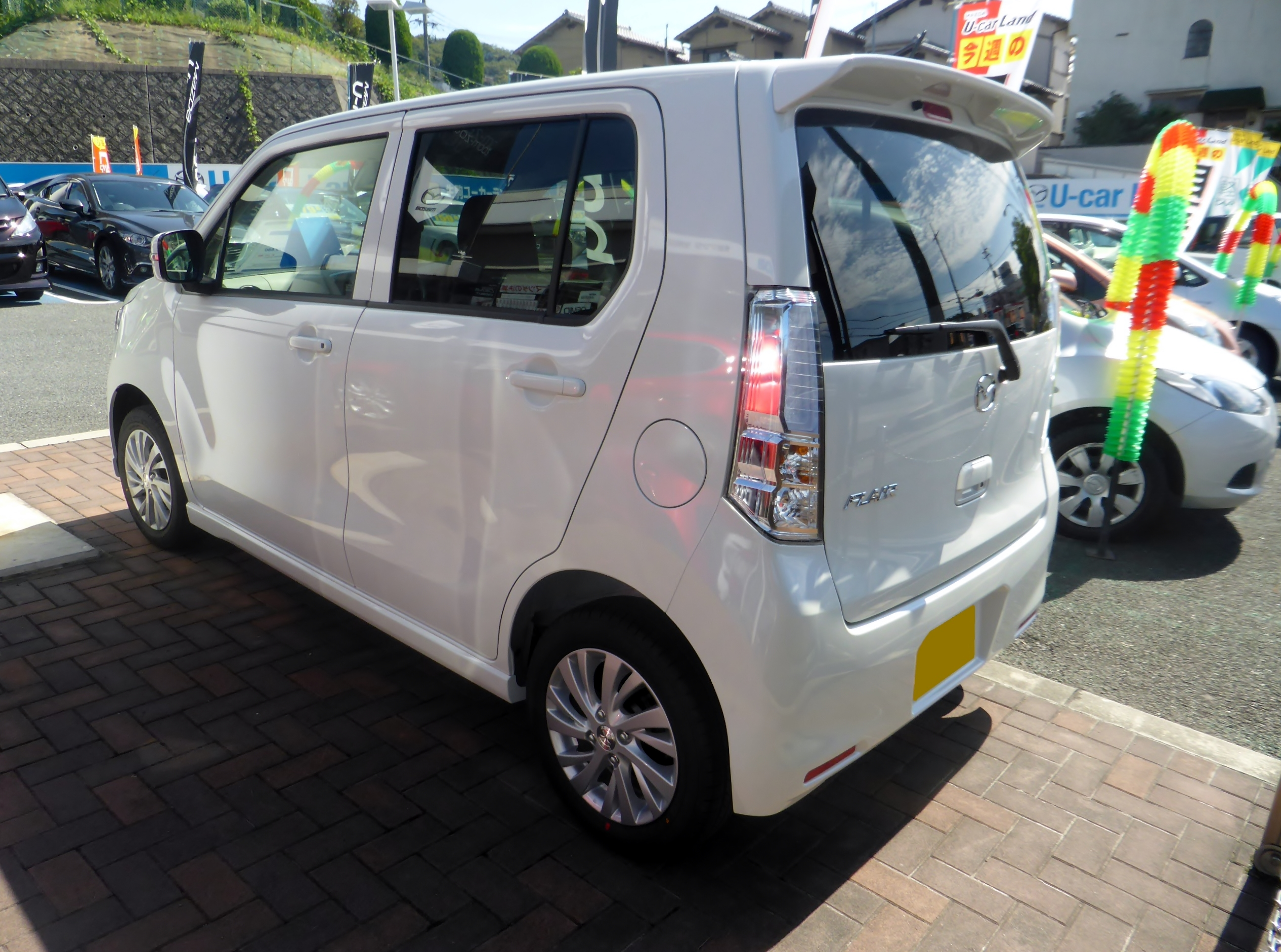
後期型 HS リア
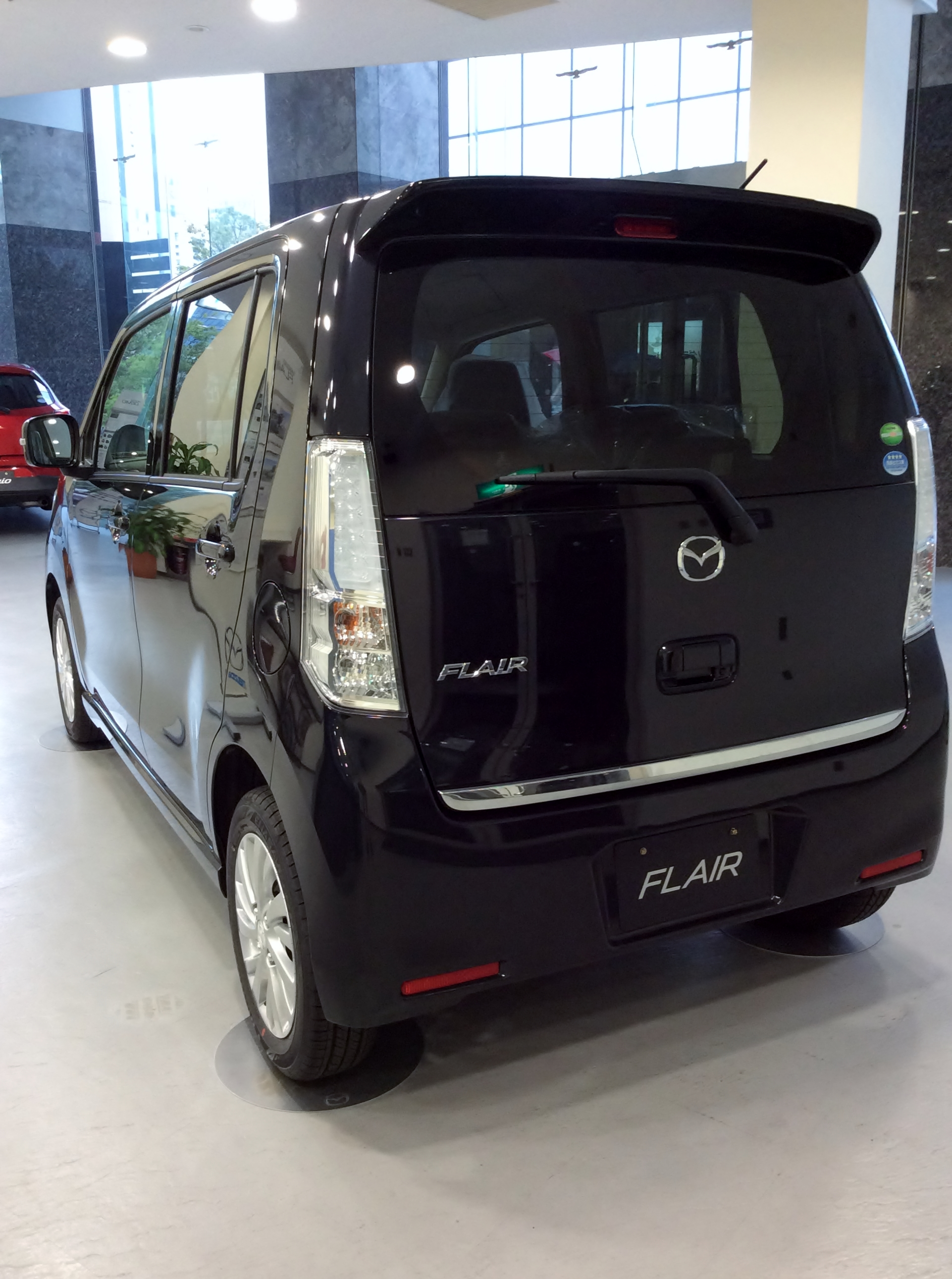
後期型 カスタムスタイルHS リア
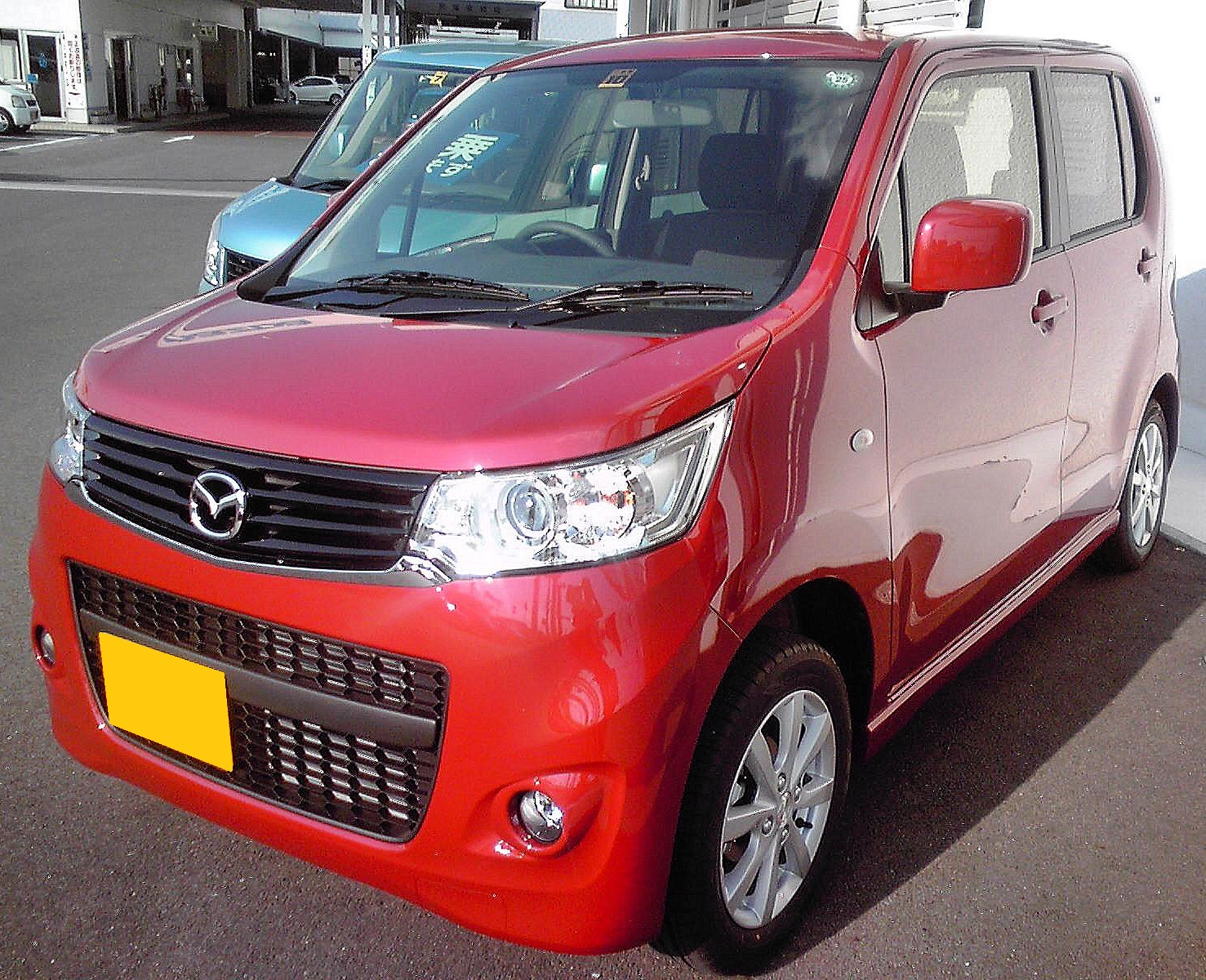
前期型 カスタムスタイルXS （2012年10月 - 2013年7月）
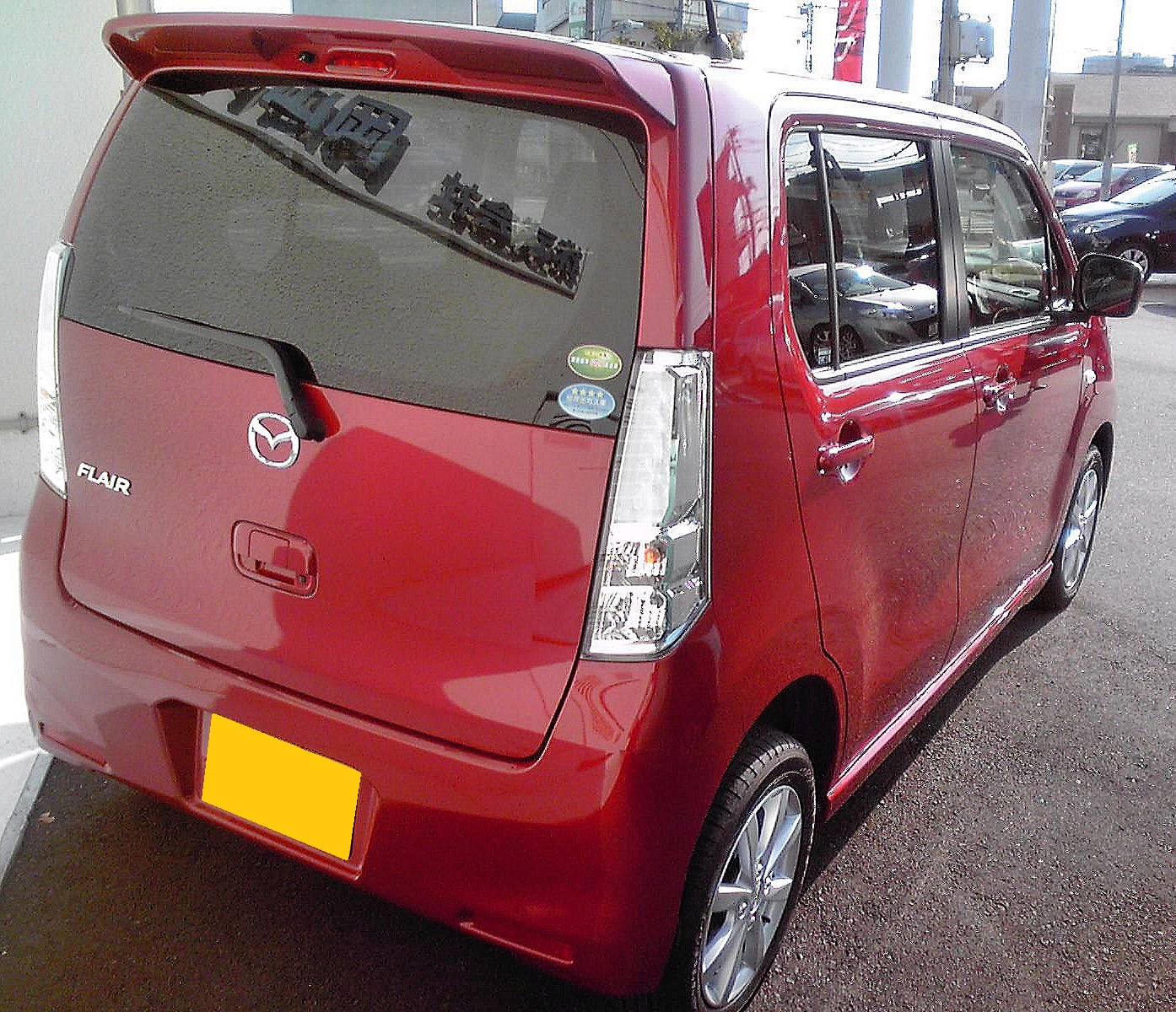
前期型 カスタムスタイルXS リア
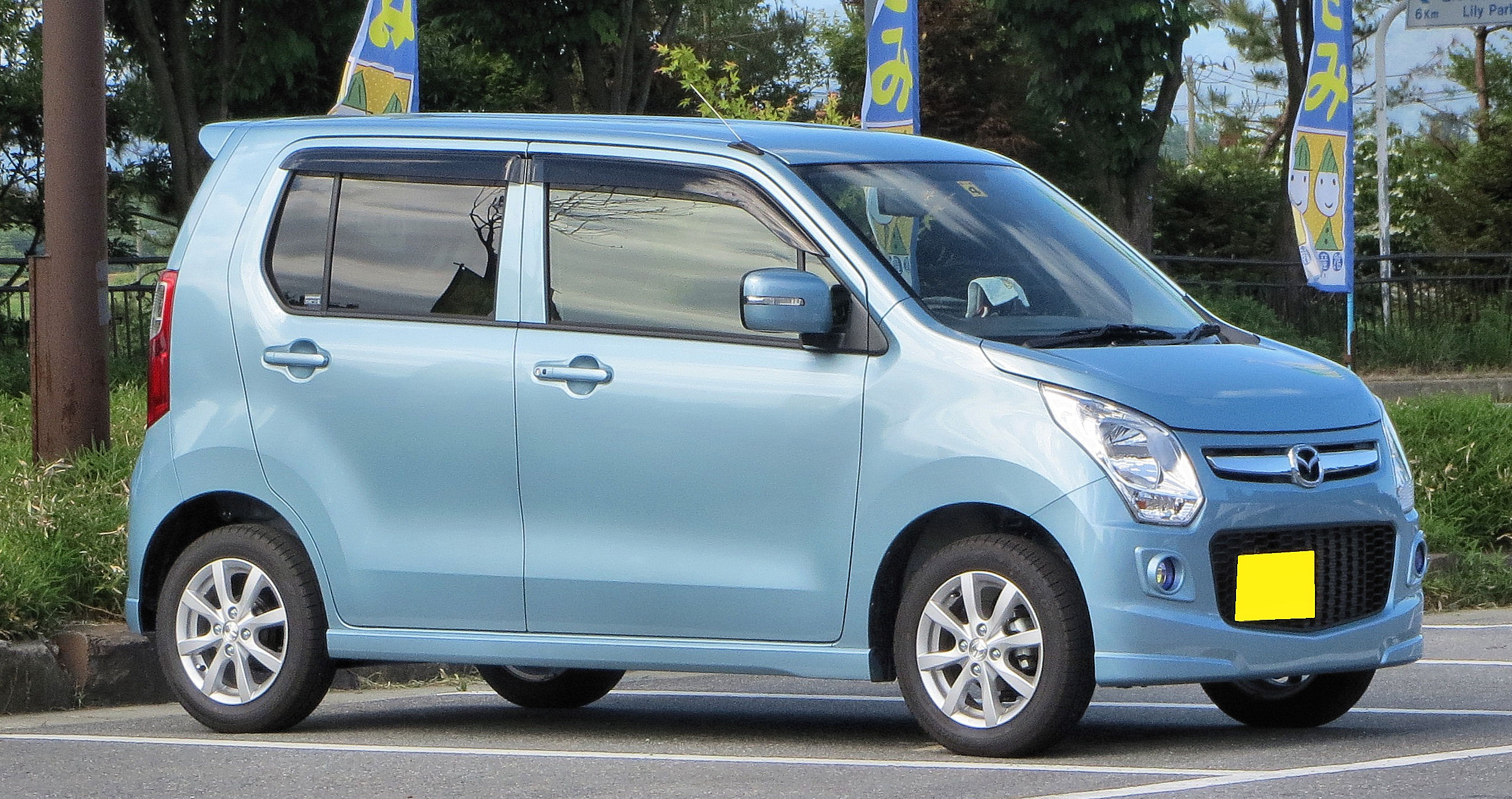
前期型 XS
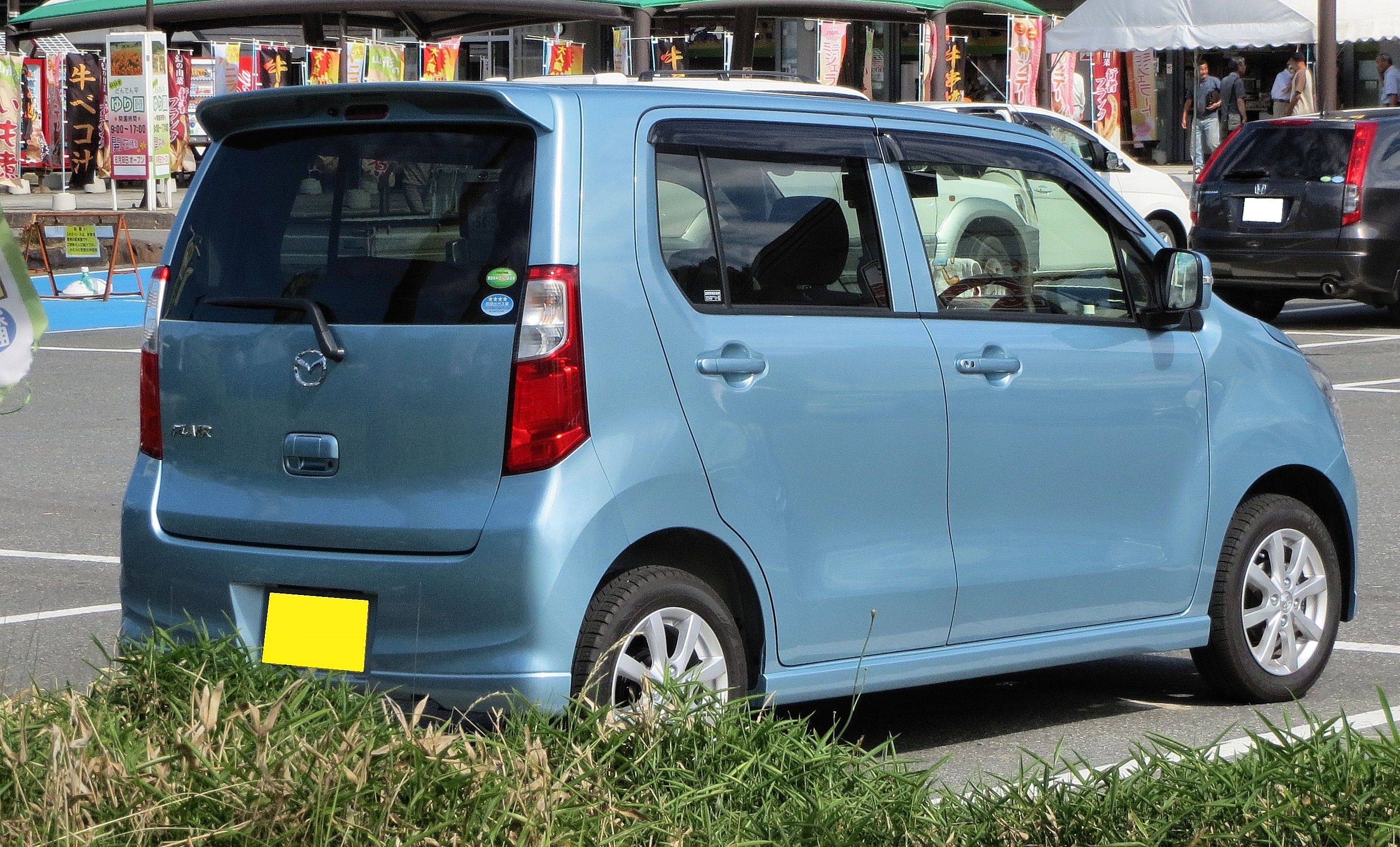
前期型 XS リア
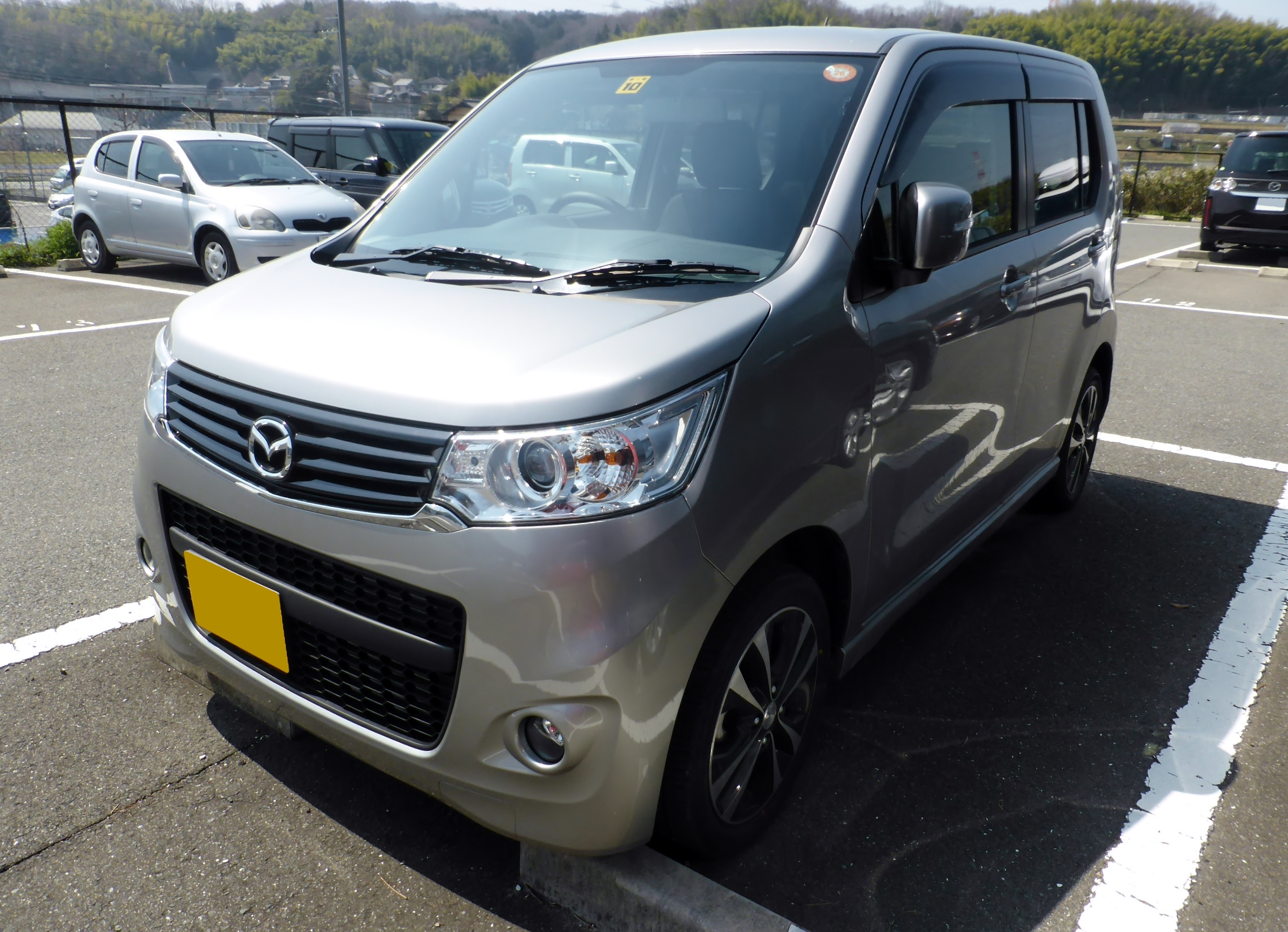
前期型 カスタムスタイルXT
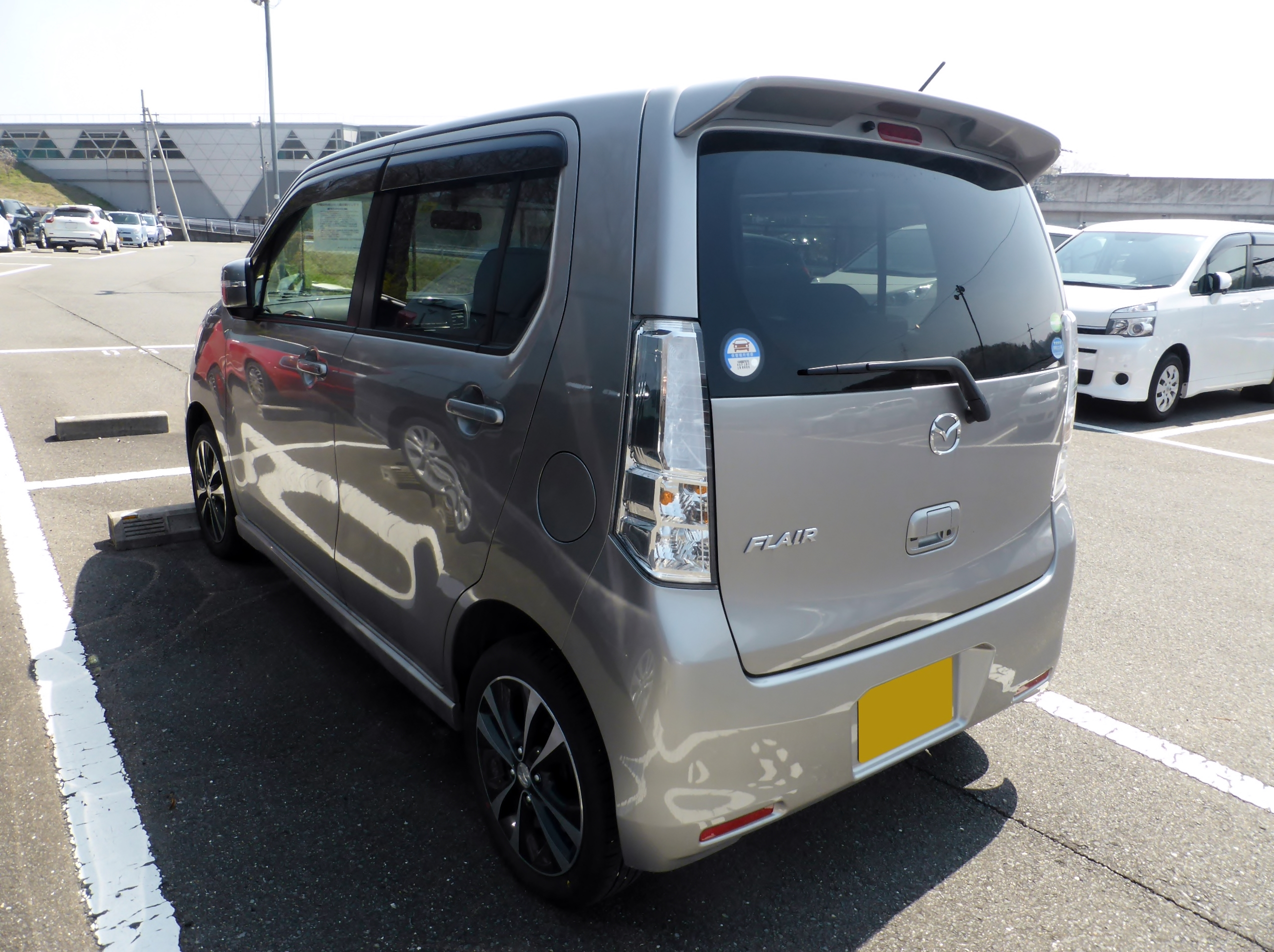
前期型 カスタムスタイルXT リア
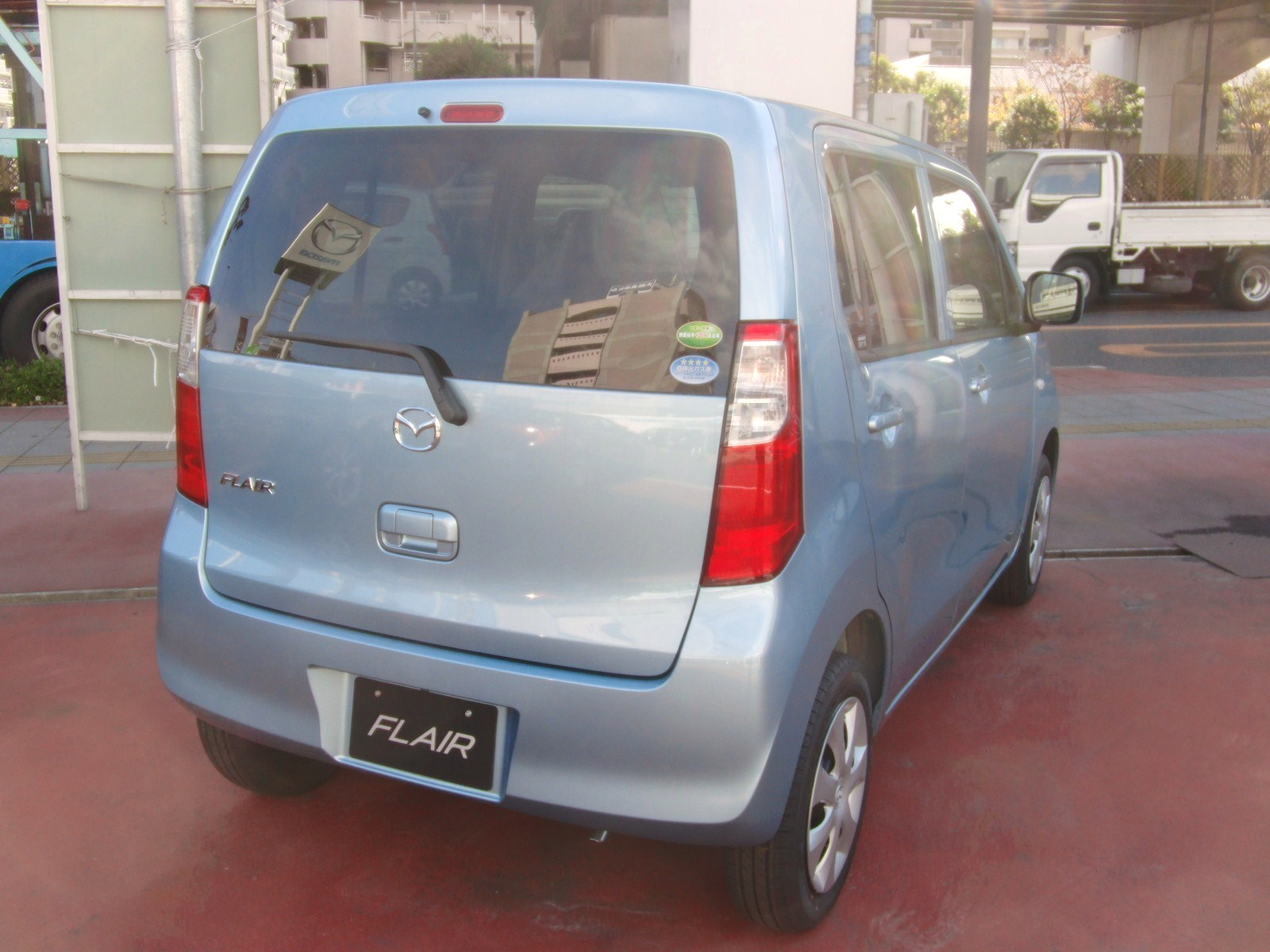
前期型 XG リア
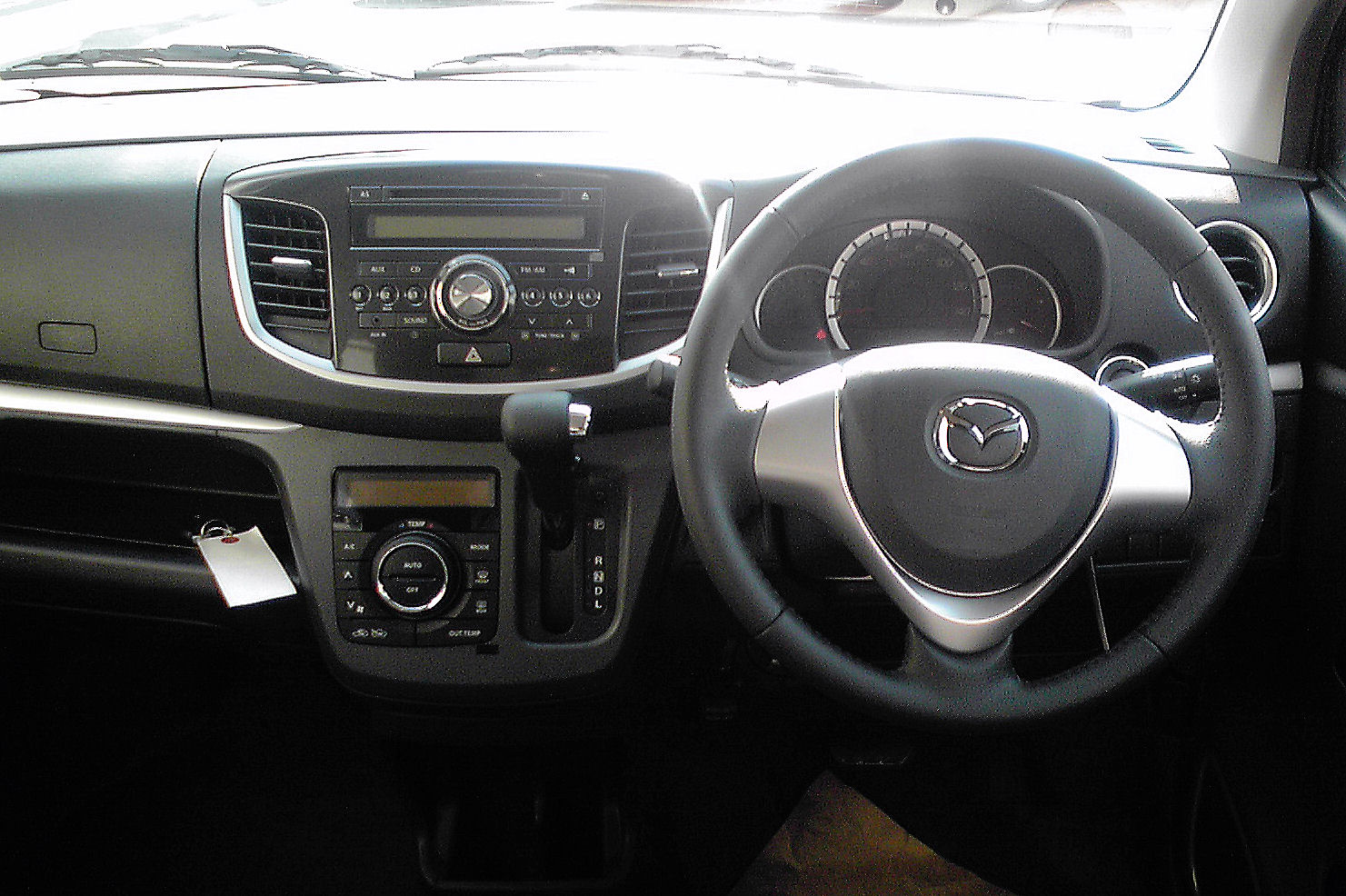
前期型 カスタムスタイルXS 室内
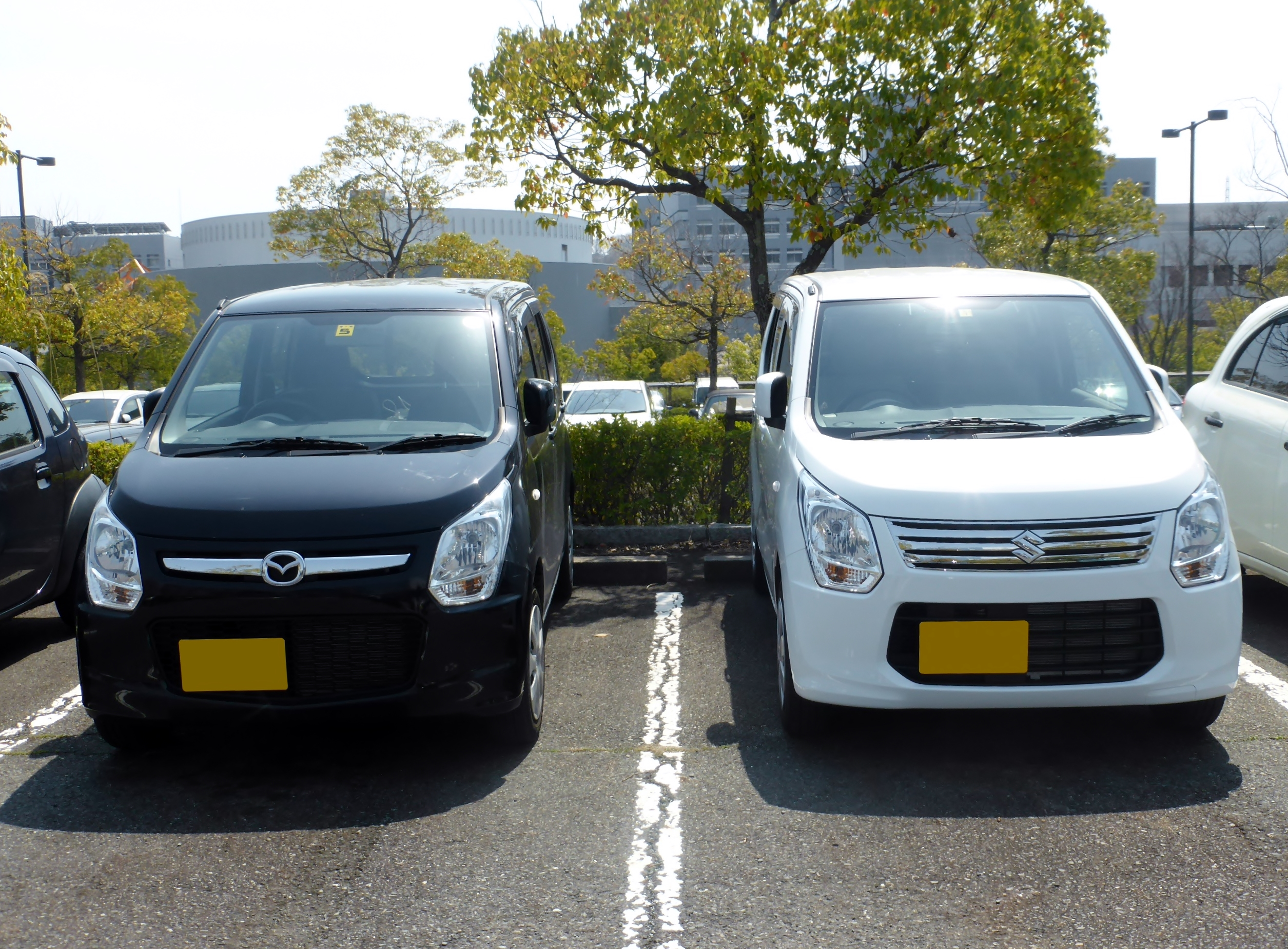
ワゴンR（5代目）との比較 （いずれも前期型）

## 2代目 MJ55S/95S型（2017年 - ）

### 機構・メカニズム
エンジンやトランスミッションは6代目ワゴンRと同じである。初代・後期型に搭載されていた「S-エネチャージ」を発展し、モーター機能付発電機であるISGの高出力化と、100Vのリチウムイオンバッテリーを大容量化したマイルドハイブリッドに進化。アイドリングストップ前後のアクセルもブレーキも踏んでいない状態で、車速が約13km/h以下となると、1回につき最長10秒間、モーターによるクリープ走行を可能にした。また、ISGのモーターアシスト機能の作動域を約100km/hまでに拡大した。
なお、トランスミッションはワゴンR同様、MTの設定が廃止され、全車CVTとなった。

### 年表
- 2017年2月23日 - 全面改良（2017年3月2日発売）[12]。
2代目では、ワゴンRスティングレーに相当する「カスタムスタイル」が廃止され、自然吸気エンジンのみのラインアップとなった。グレード構成は初代モデルに準じているが、マイルドハイブリッド搭載に伴い、ワゴンR同様にグレード名の前に「HYBRID」が入る。そのため、「XG」は「HYBRID XG（ワゴンRの「HYBRID FX」相当）」に改名され、「HS[補足 6]」は「XS」にグレード名を戻した上で、マイルドハイブリッド搭載に伴い「HYBRID XS（同「HYBRID FZ」相当）」となった。「FA」に相当するグレードがOEMされていないため、マイルドハイブリッド専用車種となった。
フロントグリルのデザインはワゴンRと同一であるが、「HYBRID XG」のホイールキャップは初代に引き続き、オリジナルのデザインに変更されている[補足 7]。「HYBRID XS」のアルミホイールは初代前期型モデル[補足 8]と共通のものが使われている。また、初代モデルにはなかったリアクォーターウィンドウが追加[補足 9]され、リアはリアコンビネーションランプをリアバンパー上部付近に移動して前身車種であるAZ-ワゴンの初代モデルを彷彿とさせるデザインとなり、リアワイパーはハイマウントストップランプの下側（ウィンドウ上部）に移動した。また、装備内容もワゴンRに準じており[補足 10]、濡れた状態のまま収納可能なアンブレラホルダー（リアドアトリム両側）も標準装備されている。メーカーオプションも基本的にはワゴンRに準じており、マツダの軽自動車では初設定となるデュアルセンサーブレーキサポート、ハイビームアシスト機能、ヘッドアップディスプレイなどをひとまとめにした「セーフティパッケージ[補足 11]」はそれぞれ設定されている。その一方でCDプレーヤー[補足 12]と全方位モニター付メモリーナビゲーション[補足 13]はフレアでは未設定となる。
ボディカラーは、新色として「ブレイブカーキパール（「HYBRID XS」専用、特別塗装色）」、「ブリスクブルーメタリック[補足 14]」、「サニーイエローメタリック（「HYBRID XG」専用色）」、7代目キャロル設定色である「ピュアレッド（「HYBRID XS」専用色[補足 15]）」を追加したほか、初代では「カスタムスタイル」専用色だった「スチールシルバーメタリック（特別塗装色）」と、フレアでは未設定[補足 16]であった「ムーンライトバイオレッドパールメタリック（特別塗装色）」が「HYBRID XS」専用色として設定。初代では「HS」専用色[補足 17]だった「ピュアホワイトパール（特別塗装色）[補足 18]」は「クリスタルホワイトパール（特別塗装色）」に差し替えて「HYBRID XG」でも設定可能となり、初代モデルからの継続設定色の1つである「アーバンブラウンパールメタリック」は設定グレードを「HS」から「HYBRID XG」[補足 19]に移行した。ただし、ワゴンRに追加された新色の1つである「リフレクティブオレンジメタリック[補足 20]」はフレアでは未設定となる。
内装はメーターがセンターメーター[補足 21]となったほか、「HYBRID XG」において、シートカラーがワゴンRと同一となり、ワゴンR同様にベージュ内装・ブラック内装の2種類が用意されているが、ワゴンRとは異なり、ボディカラーにより内装色が指定されており、「ピュアホワイトパール」、「シルキーシルバーメタリック」、「ブルーイッシュブラックパール3」の3色はワゴンR同様に内装色の選択が可能だが、「スペリアホワイト」はブラック内装となり、「フィズブルーメタリック」、「ブリスクブルーメタリック」、「サニーイエローメタリック」、「アーバンブラウンパールメタリック」はベージュ内装となる。[補足 22]
- 2017年12月 - 仕様変更（公式発表なし）。
フレアワゴンのフルモデルチェンジに伴い、発売当初は装着されていなかったマイルドハイブリッド車用エンブレム（背景色が銀・文字色が青）が左右フロントフェンダーとバックドア右側に新たに装着された。
- 2018年7月 - 仕様変更（公式発表なし）[13]。
「HYBRID XS」は従来「セーフティパッケージ」としてメーカーオプション設定されていたデュアルセンサーブレーキサポート、誤発進抑制機能[前進時]、車線逸脱警報機能、ふらつき警報機能、先行車発進お知らせ機能、ハイビームアシスト機能、ヘッドアップディスプレイの7点を標準装備化[補足 23]。また、従来は未設定[補足 24]だった「全方位モニター用カメラパッケージ」が全車にメーカーオプション設定された。
- 2018年12月 - 仕様変更（公式発表なし）。
「HYBRID XG」においてボディカラーの設定が変更され、同グレード専用色だった「サニーイエローメタリック」が廃止された[補足 25]。
- 2019年9月 - 仕様変更（公式発表なし）。
「HYBRID XS」においてボディカラーの設定が変更され、同グレード専用色だった「ブレイブカーキパール」が廃止された。
- 2020年1月23日 - 商品改良[14]。
安全装備が強化され、後退時ブレーキサポートとリアパーキングセンサーを追加するとともに、誤発進抑制機能は前進時に加え、後退時にも対応。また、「HYBRID XG」は従来メーカーオプションの「セーフティパッケージ」での設定だったデュアルセンサーブレーキサポート、誤発進抑制機能[前進時]、車線逸脱警報機能、ふらつき警報機能、先行車発進お知らせ機能、ハイビームアシスト、アドバンストキーレスエントリー（アンサーバック機能付）&プッシュボタンスタートシステムが標準装備化された（なお、「セーフティパッケージ レス」が新たに設定され、設定した場合、アドバンストキーレスエントリー（アンサーバック機能付）&プッシュボタンスタートシステムは電波式キーレスエントリーシステム(アンサーバック機能付)に変更となる）。
エンジンはデュアルインジェクションシステムやクールドEGRを採用した新型のR06D型へ換装[補足 26]され、CVTを効率性を高めた新型に変更、マイルドハイブリッドシステムの効率化を行った。WLTCモード走行による排出ガス及び燃料消費率（燃料消費率はJC08モード走行時も併記）に対応し、「平成30年排出ガス基準50%低減レベル（☆☆☆☆）」認定を取得したが、ワゴンR同様にJC08モード走行時の燃料消費率が低下したため、2WD車は4WD車と同じく「2020年度燃費基準+20%」達成となった。
ボディカラーの設定が変更され、「HYBRID XG」には7代目キャロルやフレアワゴンにも設定されている「シフォンアイボリーメタリック[補足 27]」が追加設定された替わりに、「HYBRID XS」専用色だった「ピュアレッド」が廃止された。なお、2019年12月のワゴンRの一部仕様変更で新たに追加設定された「フェニックスレッドパール」、「アクティブイエロー[補足 28]」、「ノクターンブルーパール」、「クールカーキパールメタリック[補足 29]」はフレアでは未設定となる。「HYBRID XG」はブラック内装のシート表皮が刷新され、「ブルーイッシュブラックパール3」の内装をブラック内装のみの設定に変更した[補足 30]。
メーカーオプションの「全方位モニター用カメラパッケージ」は3Dビュー機能や左右確認サポート機能が追加され、従来、「HYBRID XS」は標準装備、「HYBRID XG」は「セーフティパッケージ」での設定だったヘッドアップディスプレイが新たに組み込まれた。
なお、今回の商品改良でリア左下に装着されている「FLAIR」の車名ロゴエンブレムが「Mazda Type」[15]へ変更された。
- 2022年9月9日 - 一部商品改良[16]。
安全装備が充実化され、全車速追従機能付アダプティブクルーズコントロールと車線逸脱防止機能を全車に標準装備。併せて、前方用の衝突被害軽減ブレーキがステレオカメラ方式の「デュアルカメラブレーキサポート」に変更され、SRSエアバッグシステムはカーテン&フロントサイドを追加して6つに増強された。
「HYBRID XG」はフロント周り（グリル・バンパー）の意匠を変更。「HYBRID XS」はOEM元のワゴンRに追加設定されたカスタムZに準じた仕様へ刷新され、外観はフロントフェイス（フロントグリル・フロントバンパー・ヘッドランプ）、リア周り（リアバンパー・リアコンビネーションランプ）、アルミホイールをよりスポーティな意匠へ変更。内装はブラックを基調に、カラーパネルをブラウンメタリックに変え、メーターの意匠も変更された。また、「HYBRID XS」と同じ外観・内装で、2代目へのフルモデルチェンジに伴う廃止以来約5年7ヶ月ぶりとなるターボエンジン搭載車として「HYBRID XT」（ワゴンRカスタムZの「HYBRID ZT」に相当）が追加された。
ボディカラーはブリスクブルーメタリック、「HYBRID XG」専用色のフィズブルーパールメタリック、「HYBRID XS」専用色のムーンライトバイオレットパール（メーカーオプション）[補足 31]を廃止する替わりに、「HYBRID XG」にはフォギーブルーパールメタリック[補足 32]とテラコッタピンクメタリック[補足 27]を、「HYBRID XS」・「HYBRID XT」にはノクターンブルーパールと初代の「カスタムスタイル」以来の設定となるフェニックスレッドパールがそれぞれ追加された。なお、ワゴンRに追加設定されたダスクブルーメタリック[補足 33]とカスタムZ/スティングレー専用色のデニムブルーメタリック[補足 34]はフレアでは未設定となる。また、ピュアホワイトパール（メーカーオプション）とシルキーシルバーメタリックはブラック内装のみの設定となった[補足 30]。
ワゴンRに追加設定された全方位モニター付ディスプレイオーディオはフレアでは未設定となり、「HYBRID XG」と「HYBRID XS」にメーカーオプション設定されている「全方位モニター用カメラパッケージ」と純正アクセサリーのナビゲーション（パナソニック オートモーティブシステムズ製の全方位モニター装着車用）での対応となる。
- 2023年10月12日 - 一部仕様変更を発表（10月下旬発売）[17]。
法規対応のため、メーター内にリアパーキングセンサー作動表示灯を追加。また、今回の仕様変更に加えて原材料価格の高騰などに伴ってメーカー希望小売価格が改定され、全機種一律92,400円（10%の消費税込）値上げされた。

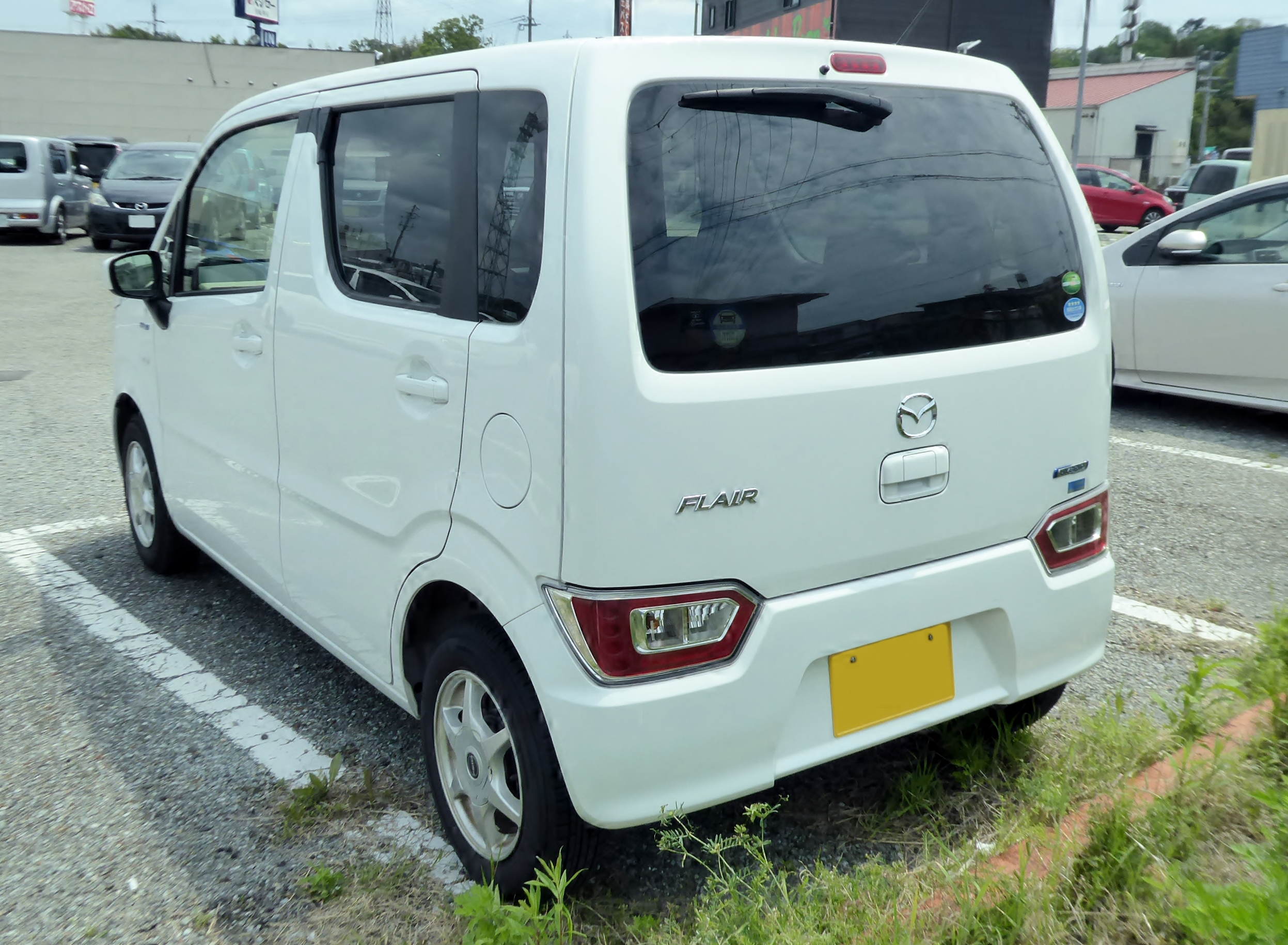
2017年2月販売型 HYBRID XG （エンブレム装着後） リア
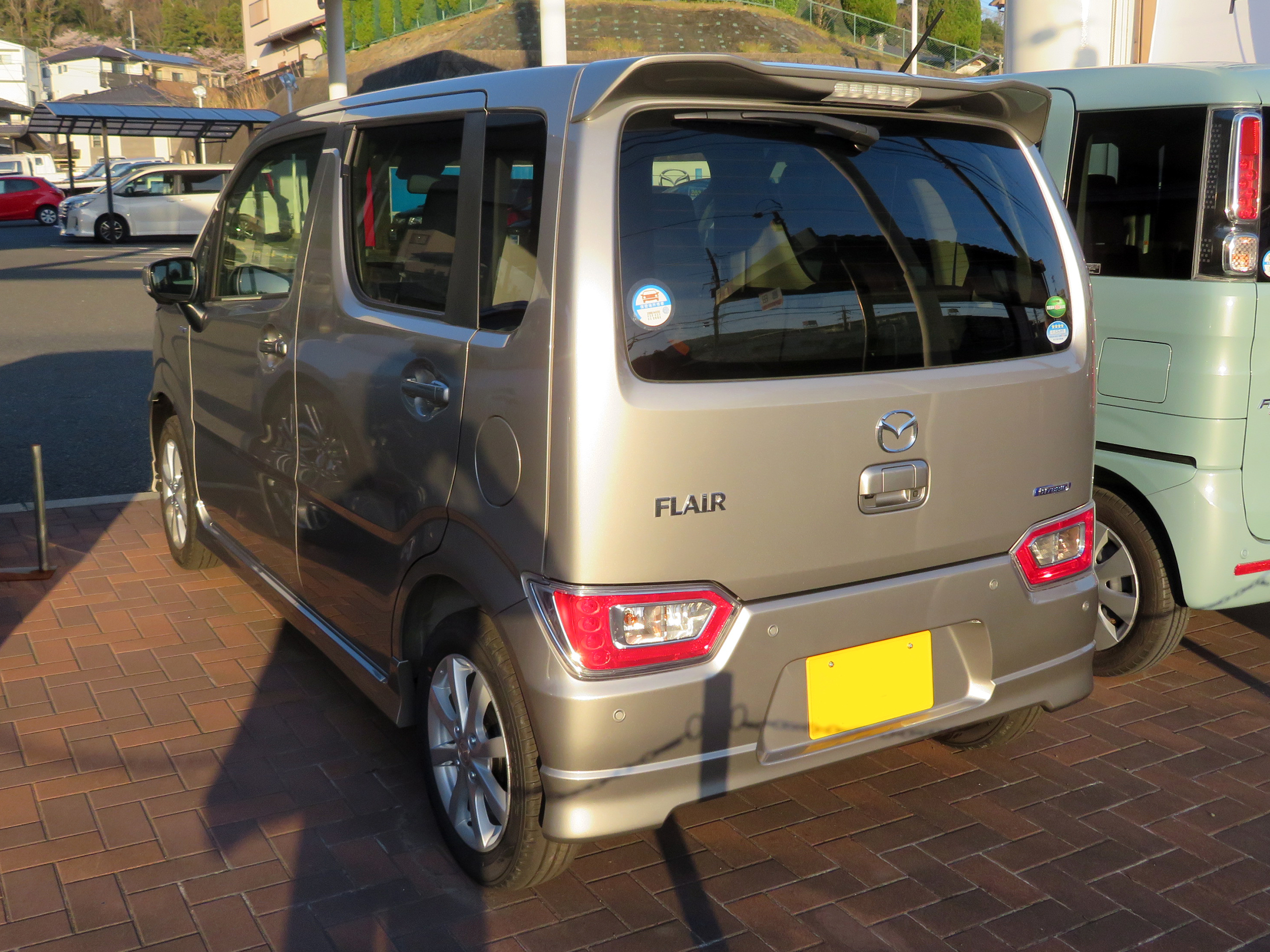
2020年1月改良型 HYBRID XS リア
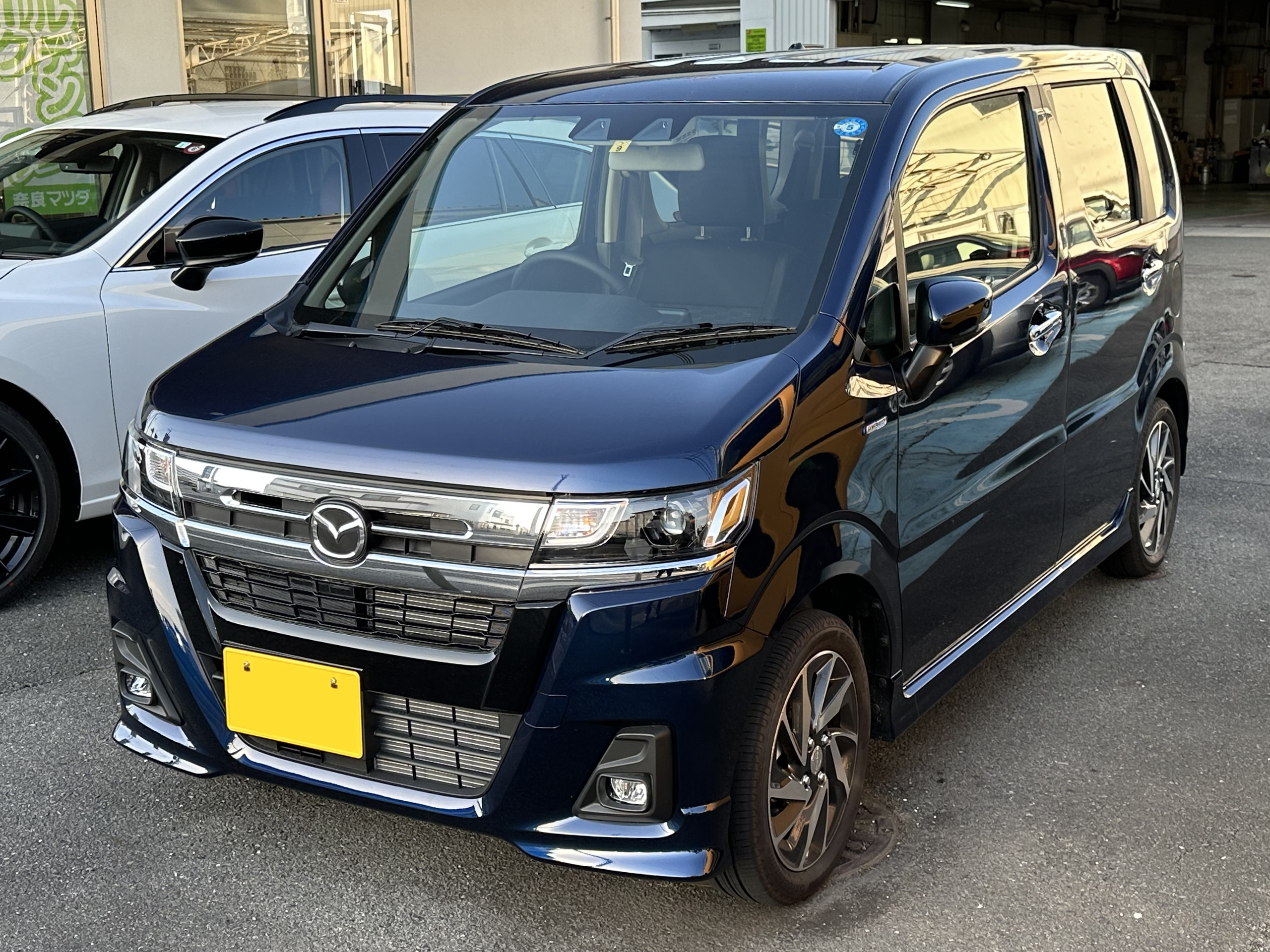
2022年9月改良型 HYBRID XS
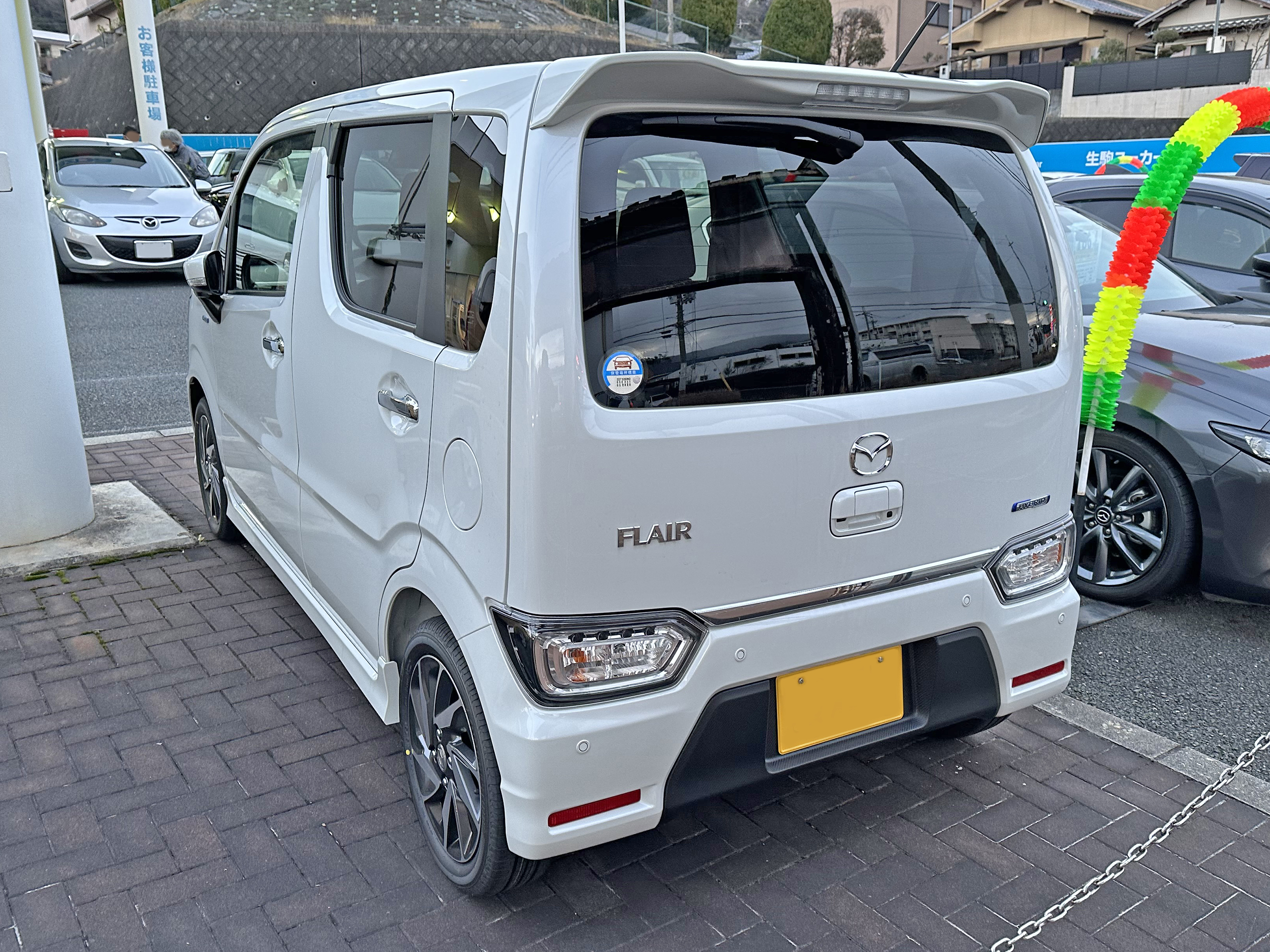
2022年9月改良型 HYBRID XT リア

## 車名について
「flair」は「才能」と言う意味の英語。

### 補足
1. ↑  両者の再始動の条件にはこのほかにも違いがあり、CVT車はブレーキペダルを踏んでいても、ステアリングホイールを回す、ギアポジションを一旦NにしてL、D、Rのいずれかに変える、運転席シートベルトを外す、運転席ドアを開けるといった操作でエンジンが再始動する。一方、MT車はアイドリングストップ中に運転席シートベルトを外したり運転席ドアを開けるとエンスト状態となる。
2. ↑  アイドリングストップ中にエアコンスイッチをONにするとエンジンが再始動する。また、オートエアコンの温度設定を変えるとエンジンが再始動する場合がある。
3. ↑  ESPはダイムラーの登録商標。
4. ↑  ワゴンRでは全グレードに設定されていた。
5. ↑  ワゴンRは2017年8月に「FA」を追加設定する形でMTを復活。2022年8月の一部仕様変更後は「FX」に引き続きMTが設定されている。
6. ↑  初代の前期型は「XS」だった。
7. ↑  デザインは初代モデルと同じもので、ワゴンRも5代目モデルと共通のものが使われている。
8. ↑  ワゴンR（スティングレーも含む）も同様である。
9. ↑  前身車種であるAZ-ワゴンは、初代モデルから3代目モデルまで採用され、4代目モデルで廃止されていた。
10. ↑  車両本体価格も「HYBRID XG」、「HYBRID XS」ともにワゴンRで相当するグレードと同一である。
11. ↑  「HYBRID XG」ではそれに加えて、「HYBRID XS」に標準されているアドバンストキーレスエントリー&プッシュボタンスタートシステムも追加されている。
12. ↑  ワゴンRでは「FA」と「HYBRID FX」に設定されている。同じマツダ車でもキャロルやスクラムバンでは設定されている。
13. ↑  ベース車では設定のある、フレアワゴン（←スペーシア）、フレアクロスオーバー（←ハスラー）も未設定となる。
14. ↑  スペーシアで初採用されたボディカラーだが、OEM車種であるフレアワゴンでは未設定である為、マツダ車ではフレアが初採用色となる。
15. ↑  ワゴンRの場合、スティングレーを含めた全グレードで設定可能だったが、2019年12月の一部仕様変更に伴い廃止。
16. ↑  ワゴンRでは2015年8月に「ミステリアスバイオレットパール」と入れ替えで設定された。ワゴンRでは「ムーンバイオレッドパールメタリック」を含めて「スティングレー」専用ではなく、「FX」と「FZ」でも設定可能だった。
17. ↑  ワゴンRの場合、従前からフレアでの「XG」にあたる「FX」でも選択可能であった。
18. ↑  3代目ソリオで初採用されたボディーカラーだがマツダへはOEMされていないため、マツダ車ではフレアが初採用色となる。
19. ↑  ワゴンRでは5代目モデルは全グレードで設定可能だった。
20. ↑  2019年9月末の仕様変更に伴い廃止。
21. ↑  マツダ車ではビアンテに次いで、2車種目である。
22. ↑  ワゴンR「HYBRID FX」の場合は全てのボディカラーで内装色の選択が可能である。
23. ↑  標準装備化に伴い、車両本体価格（メーカー希望小売価格）は「セーフティパッケージ」の代金分（8%消費税込で59,400円）値上げされた。なお、ワゴンR「HYBRID FZ」はメーカーオプション設定。
24. ↑  ワゴンRは2017年9月の仕様変更（メーカーオプションの一部変更）より設定。
25. ↑  ワゴンRは「FA」・「HYBRID FX」専用色として継続設定されたが、2019年12月の一部仕様変更により廃止された。
26. ↑  エンジンの換装に伴い、車両型式がMJ95S型に変更。
27. 1 2  ベージュ内装のみの設定。ワゴンR「HYBRID FX-S」（旧「HYBRID FX」）ではブラック内装も選択可能。
28. ↑  フレアクロスオーバーにブラック2トーンルーフ専用色、フレアワゴン タフスタイルにガンメタリック2トーンルーフ専用色としてそれぞれ設定
29. ↑  フレアクロスオーバーに設定。
30. 1 2  ワゴンRでは従来通りベージュ内装の選択も可能。
31. ↑  ワゴンRはカスタムZ・スティングレー専用色として継続。
32. ↑  ブラック内装のみの設定。ワゴンR「HYBRID FX-S」ではベージュ内装も選択可能。
33. ↑  8代目キャロルに設定。
34. ↑  2代目フレアクロスオーバーに2トーンカラー（ガンメタリックルーフ）専用色として設定。